# Сега терадрајв
Sega Teradrive (Teradrive) је кућни рачунар фирме Сега (Sega) који је почео да се производи у Јапану током 1991. године.
Користио је Intel 80286 + Motorola MC68000 + Zilog Z80A (за звучни систем) микропроцесорску јединицу а RAM меморија рачунара је имала капацитет од 2,5 MB (512 KB на плочи + два 1 MB SIMM RAM). 
Као оперативни систем кориштен је DOS/V.

## Детаљни подаци
Детаљнији подаци о рачунару Teradrive су дати у табели испод.
|                       | |
| [ 1 ]                 | |
| Произвођач            | Сега |
| Тип                   | кућни рачунар |
| Меморија              | 2,5 (512 на плочи + два 1 SIMM RAM)                                                                                     |
| Поријекло             | Јапан |
| Година                | 1991 |
| Тастатура             | Пуни помак тастера, професионална тастатура. 106 тастера са функцијским тастерима, тастери смјера и нумеричка тастатура |
| Процесор              | (за звучни систем) |
| Фреквенција процесора | 10 (80286) / 10 (68000) / 3,58 (Z80A)                                                                                   |
| RAM                   | 2,5 (512 на плочи + два 1 SIMM RAM)                                                                                     |
| ROM                   | 128 KB |
| Текст                 | 40 или 80 знакова x 25 линија                                                                                           |
| Графика               | 320 x 244 (Megadrive VDP мод) / 320 x 200 (MCGA) / 640 x 480 (VGA)                                                      |
| Боја                  | 64 између 512 (Megadrive мод) / 256 између 262144 (S/VGA модови)                                                        |
| Звук                  | FM звук / PCM звук (Megadrive) - мали звучник (PC)                                                                      |
| Димензије             | 36 (ширина) x 33.4 (дубина) x 8 (висина) / 5,6 до 6,2 зависно од верзије                                                |
| Портови               | |
| Оперативни систем     | |